# 切爾瓦尼夫卡
51°2′35″N 34°9′12″E / 51.04306°N 34.15333°E
切爾瓦尼夫卡（烏克蘭語：Черванівка）是位於烏克蘭東北部的村莊，由蘇梅州蘇梅區的比洛皮利亞市鎮負責管轄。該村處於洛克尼亞河左岸，距離約西波韋和新彼得里夫卡1.5公里，海拔高度180米，2001年人口113。